# James Marsh (chimico)
James Marsh (Londra, 2 settembre 1794 – Woolwich, 21 giugno 1846) è stato un chimico britannico, noto per aver ideato un metodo («Test di Marsh») in grado di rivelare piccole quantità di arsenico nelle analisi tossicologiche.

## Biografia

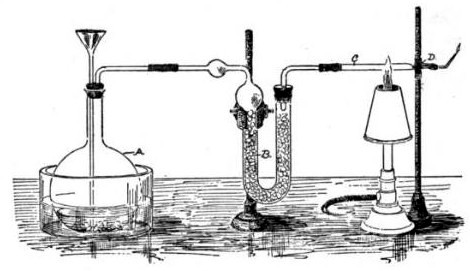
Apparecchio di Marsh per il Test di Marsh sull'arsenico

Laureatosi in medicina, dopo aver esercitato la professione medica a Dublino, ottenne un impiego presso l'arsenale di Woolwich, occupandosi soprattutto di chimica analitica.  Allievo di Michael Faraday divenne noto per diverse ricerche di  chimica analitica e particolarmente per avere ideato  nel 1836 un metodo di identificazione e dosaggio dell'arsenico.